# Bronzer
Bronzer (również brązer) – kosmetyk nadający cerze efekt delikatnej opalenizny. Można nim modelować kształt twarzy. Bronzer najczęściej jest nakładany na czoło, brodę i policzki. Może zastępować róż. Jego odcień powinien być dopasowany do karnacji. W zależności od karnacji, bronzery można podzielić na te do cery: ciepłej, chłodnej, neutralnej. Odpowiedni odcień bronzera można dobrać na podstawie analizy kolorystycznej.
Nakłada się go za pomocą dużego, ściętego pędzla o gęstym i delikatnym włosiu lub miękkiej gąbeczki.
Na rynku dostępne są bronzery o różnej mocy oznaczającej intensywność efektów. Wyrażona jest ona w tzw. "krotnościach", czyli oznaczeniu X, np. bronzer 100X, bronzer 300X. Im bronzer jest mocniejszy, tym wyższa "krotność".

## Rodzaje bronzerów
- Bronzer w pudrze
- Bronzer w kremie
- Bronzer w sztyfcie
- Bronzer w kulkach
- Bronzer w kredce
- Bronzer wypiekany

## Cele aplikacji bronzera
- Konturowanie na mokro
- Modelowanie na sucho
- Podkreślanie opalenizny